# Mimetus verecundus
Espèce
Mimetus verecundus est une espèce d'araignées aranéomorphes de la famille des Mimetidae.

## Distribution
Cette espèce est endémique du Panama.

## Publication originale
- Chickering, 1947 : The Mimetidae (Araneae) of Panama. Transactions of the American Microscopical Society, vol. 66, p. 221-248.